# Viktor Hovland
Viktor Hovland, né le 18 septembre 1997 à Oslo (Norvège), est un golfeur norvégien. Joueur phare des années 2020, il obtient en février 2022 son meilleur classement mondial avec une troisième place. Au cours de sa carrière, il remporte de prestigieux tournois tels que la Ryder Cup, le Championnat BMW et le Tour Championship en 2023 ainsi que des places d'honneur lors des tournois de Grand Chelem telles la seconde place au Championnat de la PGA en 2023 et la quatrième place à l'Open britannique en 2022.

## Palmarès

### Victoires professionnelles
| N° | Date       | Circuit principal | Tournoi                            | Score           | Par   | Marge   | Finaliste                             |
| -- | ---------- | ----------------- | ---------------------------------- | --------------- | ----- | ------- | ------------------------------------- |
| 1  | 23/02/2020 | PGA               | Open de Porto Rico                 | 68-66-64-70=268 | - 201 | 1 coup  | Josh Teater                           |
| 2  | 06/12/2020 | PGA               | Mayakoba Golf Classic              | 67-69-63-65=264 | - 20  | 1 coup  | Aaron Wise                            |
| 3  | 27/06/2021 | DP World Tour     | BMW International Open             | 68-67-64-70=269 | - 19  | 2 coups | Martin Kaymer                         |
| 4  | 07/11/2021 | PGA               | World Wide Technology Championship | 67-65-62-67=261 | - 23  | 4 coups | Carlos Ortiz                          |
| 5  | 05/12/2021 | -                 | Hero World Challenge               | 68-69-67-66=270 | - 18  | 1 coup  | Scottie Scheffler                     |
| 6  | 30/01/2022 | DP World Tour     | Slync.io Dubai Desert Classic      | 68-69-73-66=276 | - 12  | Playoff | Richard Bland                         |
| 7  | 04/12/2022 | -                 | Hero World Challenge               | 69-70-64-69=272 | - 16  | 2 coups | Scottie Scheffler                     |
| 8  | 04/06/2023 | PGA               | Memorial Tournament                | 71-71-69-70=281 | - 7   | Playoff | Denny McCarthy                        |
| 9  | 20/08/2023 | PGA               | Championnat BMW                    | 69-68-65-61=263 | - 17  | 2 coups | Matthew Fitzpatrick Scottie Scheffler |
| 10 | 27/08/2023 | PGA               | Tour Championship                  | 68-64-66-63=261 | - 27  | 5 coups | Xander Schauffele                     |